# Gadács
Gadács (németül: Gadatsch) község Somogy vármegyében, a Kaposvári járásban.

## Fekvése
Igaltól keletre, Somogyacsa és Somogyszil közt fekszik. Zsákfalunak tekinthető, mivel kiépített közúton csak délről, Somogyszil irányából érhető el, a 6507-es útból északnak kiágazó 65 117-es számú mellékúton.

## Története
Gadács Árpád-kori település, 1138-ban már a dömösi prépostság birtokaként említették az oklevelek.  A középkorban Tolna vármegyéhez tartozott, az 1542 évi adólajstromban is a Tolna vármegyéhez tartozó helységek között szerepelt. Az 1563-as török kincstári fejadólajstromban 9, az 1573-1574, az 1578 és az 1580. évi fejadólajstromban pedig 10-10 házzal volt felvéve. Az 1660 évi dézsmaváltságjegyzék szerint pedig a Bakacs volt a birtokosa. 1701-1703 közötti években puszta és a Komáromy család birtoka volt. 1726-ban Fekete János, 1733-ban a Hunyady család, 1757-1766 között pedig báró Hunyady János birtoka és e családé maradt mindvégig. 1848-ig pusztaként Somogyszilhez tartozott és csak a későbbi időben alakult önálló községgé.
A 20. század elején Somogy vármegye Igali járásához tartozott. 
1910-ben 394 lakosából 7 magyar, 386 német volt. Ebből 4 római katolikus, 5 református, 383 evangélikus volt.

## Közélete

### Polgármesterei
- 1990–1993: Szabő Győző (független)[3]
- 1993–1994:
- 1994–1998: Terbe Sándor (független)[4]
- 1998–2002: Terbe Sándor (független)[5]
- 2002–2006: Szabó László (független)[6]
- 2006–2010: Szabó László (független)[7]
- 2010–2014: Szabó László (független)[8]
- 2014–2019: Szabó László (független)[9]
- 2019–2024: Szabó László (független)[10]
- 2024– : Szabó László (független)[1]

A településen 1993. május 23-án időközi polgármester-választás zajlott.

## Népesség
A település népességének változása:
| Lakosok száma | 93   | 77   | 85   | 98   | 79   | 82   | 70   |
|               | 2013 | 2014 | 2015 | 2021 | 2022 | 2023 | 2024 |

A 2011-es népszámlálás során a lakosok (90 fő) 93,7%-a magyarnak, 7,6% németnek, 1,3% horvátnak mondta magát (5,1% nem nyilatkozott; a kettős identitások miatt a végösszeg nagyobb lehet 100%-nál). A vallási megoszlás a következő volt: római katolikus 36,7%, református 2,5%, evangélikus 20,3%, felekezet nélküli 24,1% (16,5% nem nyilatkozott).
2022-ben a lakosság 77,2%-a vallotta magát magyarnak, 5,1% németnek, 6,3% egyéb, nem hazai nemzetiségűnek (13,9% nem nyilatkozott; a kettős identitások miatt a végösszeg nagyobb lehet 100%-nál). Vallásuk szerint 15,2% volt római katolikus, 12,7% evangélikus, 30,4% felekezeten kívüli (40,5% nem válaszolt).

## Nevezetességek
- Evangélikus temploma a 19. század közepén épült.
- 2016-ban itt forgatták a BBC műsorának, A vademberek Ben Fogle-lal-nak az egyik részét[forrás?]